# Sampagul
Sampagul is een bestuurslaag in het regentschap Tapanuli Utara van de provincie Noord-Sumatra, Indonesië. Sampagul telt 1156 inwoners (volkstelling 2010).